# Black & Decker
Black & Decker Corporation era una società statunitense con sede nella città di Towson (Maryland), fondata nel 1910 e chiusa nel 2010. Si occupava della progettazione e della produzione di elettroutensili, accessori e prodotti per la casa.  Oggi fa parte di Stanley Black & Decker.  

## Storia
Black & Decker Corporation è stata fondata nel 1910 da S. Duncan Black e Alonzo G. Decker come una piccola officina meccanica a Baltimora, Maryland.
Nel 1917 Black & Decker ha inventato, brevettandolo, il familiare trapano elettrico con l'interruttore a grilletto montato su un'impugnatura a pistola. Il marchio Black & Decker è stato assegnato solo l'8 novembre 1949.
Il marchio ha continuato ad essere attivo e rinnovato fino alla fine del 2009, anno in cui è iniziata la fusione con la Stanley, completata il 12 marzo 2010.

### Cronologia
- 1917 - Brevetta pistola e grilletto sul suo trapano elettrico. Il primo stabilimento è stato aperto nel Towson, Maryland.
- 1928 - Acquisita Van Dorn Electric Company Tool di Cleveland, Ohio.
- 1936 - Inizia la negoziazione presso il New York Stock Exchange per le azioni ordinarie.
- 1943 - Ricevuto l'Army-Navy "E" Award per la produzione.
- 1949 - Viene assegnato il marchio Black & Decker, quattro anni dopo la presentazione nel 1945.
- 1975 - Francesco P. Lucier succede a Alonzo G. Decker come presidente.
- 1984 - Acquisita dalla General Electric Company la sezione apparecchi per piccole imprese.
- 1986 - Nolan D. Archibald è nominato chief executive officer.
- 1989 - Acquisita Emhart Corporation, che comprende i marchi Kwikset, Price Pfister faucets, Molly wall anchors, POP rivets. Viene inserita nella Space Technology Hall of Fame della Space Foundation per i suoi strumenti senza fili e per i contributi ai progetti della NASA: Gemini e Apollo.
- 2010 - Fusione con la The Works Stanley e nascita della Stanley Black & Decker

## Marchi
Black & Decker (società) è distinto da "Black & Decker" (brand), la seconda è utilizzata da differenti società a seconda delle regioni.
Marchi:
- DeWalt
- Porter-Cable
- Delta Machinery
- DeVilbiss Air Power
- Kwikset
- Baldwin
- Weiser Lock
- Price Pfister
- Emhart Teknologies
- Oldham Blades
- Black and Decker Firestorm
- Vector